# Governo İnönü II
Il governo İnönü II è stato il secondo governo della storia della Turchia.

## Storia
Il secondo governo, sempre guidato da İsmet İnönü, si insediò lo stesso giorno della caduta del primo, volutamente dimesso dopo che erano stati aboliti i due ultimi ministeri di età pre-repubblicana per dare il via al governo vero e proprio della Repubblica.
Il governo era nuovamente un governo monocolore formato dal Partito Popolare Repubblicano, ma dopo la nascita e il consolidamento, nel settembre del '24, del primo partito d'opposizione, il Partito Repubblicano Progressista, il governo si dimise il 22 novembre dello stesso anno. Allora il presidente Mustafa Kemal Atatürk conferì l'incarico di formare il nuovo governo al politico moderato Ali Fethi Okyar, in uno dei suoi tentativi di trasformare la neonata Repubblica di Turchia in una democrazia multipartitica.

## Composizione
| Titolo                                        | Nomi                         | Note                                                            |
| --------------------------------------------- | ---------------------------- | --------------------------------------------------------------- |
| Primo ministro e Ministro degli affari esteri | İsmet İnönü                  |                                                                 |
| Ministro della giustizia                      | Mustafa Necati Uğural        |                                                                 |
| Ministro della difesa nazionale               | Kâzım Özalp                  |                                                                 |
| Ministro degli interni                        | Ahmet Ferit Tek              |                                                                 |
| Ministro delle finanze                        | Abdülhalik Renda Recep Peker | 6 marzo 1924 - 21 maggio 1924 21 maggio 1924 - 22 novembre 1924 |
| Ministro dell'educazione nazionale            | Vasıf Çınar                  |                                                                 |
| Ministro dei lavori pubblici                  | Süleyman Sırrı               |                                                                 |
| Ministro della salute                         | Refik Saydam                 |                                                                 |
| Ministro dei cambi strutturali e insediamento | Celâl Bayar Refet Canıtez    | 6 marzo 1924 - 7 luglio 1924 7 luglio 1924 - 5 novembre 1924    |
| Ministro del commercio                        | Hasan Saka                   |                                                                 |
| Ministro dell'agricoltura                     | Zekai Apaydın Şükrü Kaya     | 6 marzo 1924 - 20 agosto 1924 20 agosto 1924 - 22 novembre 1924 |